# Juravlînka, Vasîlkivka
Juravlînka (în ucraineană Журавлинка) este un sat în așezarea urbană Ceaplîne din raionul Vasîlkivka, regiunea Dnipropetrovsk, Ucraina.

## Demografie
Componența lingvistică a localității Juravlînka
     Ucraineană (95,47%)
     Rusă (4,27%)
Conform recensământului din 2001, majoritatea populației localității Juravlînka era vorbitoare de ucraineană (95,47%), existând în minoritate și vorbitori de rusă (4,27%).